# Ogooué-Ivindo
Ogooué-Ivindo is een van de negen provincies van Gabon. De provincie heeft een oppervlakte van 46.075 km² en had in 1993 48.862 inwoners. De hoofdstad is Makokou.
Een deel van de provincie valt onder het ecosysteem en cultuurlandschap van Lopé-Okanda, een natuur- en cultuurgebied dat op de werelderfgoedlijst van het UNESCO staat.

## Departementen
Ogooué-Ivindo is onderverdeeld in vier departementen (hoofdplaatsen tussen haakjes):
- Ivindo (Makokou)
- Lopé (Booué)
- Mvoung (Ovan)
- Zadié (Mekambo)

Estuaire · Haut-Ogooué · Moyen-Ogooué · Ngounié · Nyanga · Ogooué-Ivindo · Ogooué-Lolo · Ogooué-Maritime · Woleu-Ntem